# Bluesky
Bluesky, ook bekend als Bluesky Social en Bsky, is een Amerikaans sociaal microbloggingplatform dat werd opgericht op 4 oktober 2021. Naast de website is de dienst, die vergeleken wordt met X (voormalig Twitter), ook toegankelijk via apps voor iOS en Android.

## Geschiedenis
De onderneming met benefit corporation-status heeft Jay Graber als CEO. Twitter-mede-oprichter Jack Dorsey en XMPP-bedenker Jeremie Miller zaten in de raad van bestuur. In 2024 stapte Dorsey op.
Tot begin februari 2024 kon alleen gebruik worden gemaakt na een uitnodiging. Nadat dit was losgelaten steeg het aantal deelnemers in een maand tijd van 3,1 miljoen naar 5 miljoen.
Aanvankelijk ontbrak de mogelijkheid om video's te plaatsen op het platform. Vanaf september 2024 werd het mogelijk om korte video's van maximaal een minuut te plaatsen. Het platform kent geen advertenties.
Eind oktober 2024 maakte Bluesky bekend ruim 13 miljoen gebruikers te hebben en kondigde aan te werken aan een abonnementsmodel, dat hogere kwaliteit video's en aanpassingen op de profielpagina zal gaan bieden. Het bedrijf benadrukte dat Bluesky altijd gratis te gebruiken zal blijven.
Rond de Amerikaanse presidentsverkiezingen van 2024 waarin Elon Musk, de eigenaar van X, de campagne van de Republikeinse presidentskandidaat Donald Trump steunde, maakten veel mensen de overstap van X naar Bluesky. Op 13 november 2024 werd de mijlpaal van 15 miljoen gebruikers behaald. De dagen daarop kwamen er dagelijks een miljoen gebruikers bij.

## Software en algoritme
Bluesky is in wezen een voorbeeldimplementatie van het AT Protocol, een open communicatieprotocol voor gedistribueerde sociale netwerken. Bluesky Social wil op die manier een door de gebruiker zelf samengestelde selectie van algoritmen mogelijk maken. Zo kunnen gebruikers het filteren en labelen van inhoud zelf bijsturen, en “startpakketten” creëren om snel een groot aantal verwante accounts binnen een gemeenschap of subcultuur te kunnen volgen, in plaats van opgedrongen algoritmes hun tijdlijn te laten bepalen. Ook kunnen gebruikers block- of negeerlijsten aanmaken, waarop anderen zich kunnen abonneren.
Gebruikers registreren zich met een unieke naam, die eindigt op bsky.social. Domeineigenaren kunnen ervoor kiezen om hun eigen domeinnaam te gebruiken. 